# Ентоні Джошуа — Володимир Кличко
Бій  Володимира Кличка проти Ентоні Джошуа — боксерський чемпіонський об'єднавчий поєдинок в суперважкій вазі, на кону якого стояли титули WBA super, IBF, IBO, що відбувся 29 квітня 2017 року на стадіоні «Вемблі» в Лондоні.

## Передісторія
Наприкінці червня 2016 року стало відомо, що Тайсон Ф'юрі отримав травму  щиколотки, і йому доведеться перервати інтенсивні тренування на півтора місяця. Тому спочатку бій був перенесений на 29 жовтня 2016 року, однак згодом Ф'юрі добровільно відмовився від своїх чемпіонських титулів, бо він не може їх захищати через психологічні проблеми, депресії та проблеми з наркотиками. Після цього В. Кличко остаточно відмовився від ідеї реваншу з Ф'юрі і зосередився на проведенні іншого чемпіонського поєдинку.
Після перемоги Ентоні Джошуа над Еріком Моліною в Манчестері, Володимир Кличко, який спостерігав за поєдинком з першого ряду, піднявся в ринг, щоби повідомити про запланований поєдинок з Джошуа, який відбудеться 29 квітня 2017 року на стадіоні «Вемблі» в Лондоні. 31 січня 2017 року відбулася прес-конференція, присвячена їхньому бою.

## Перед боєм
У січні 2017 року промоутер  Джошуа Едді Гірн заявив, що більш як 80 000 квитків було продано. Тим самим встановлено новий касовий рекорд, який обігнав бій Карл Фроч — Джордж Гроувс. Пізніше він відправив запит на розширення місць і в підсумку ще 5000 квитків стали доступні. Мер Лондона Садік Хан розчистив шлях для натовпу в 90 000 чоловік, тим самим був повторений британський рекорд бою Льона Харві проти Джока МакЕвоя, встановлений в 1939 році.
25 квітня 2017 року Всесвітнє боксерська асоціація (WBA) представила спеціальний «персоналізований» чемпіонський пояс для переможця майбутнього поєдинку між Володимиром Кличком (64-4, 53 КО) і Ентоні Джошуа (18-0, 18 КО) з зображенням обох боксерів на всі боки (на відміну від основної впізнаваної «бляхи»).

## Хід поєдинку
Бій проходив 29 квітня 2017 року на стадіоні «Вемблі» в Лондоні при рекордних 90 тисячах глядачів. На кону стояли титули WBA super, IBF, IBO.
Володимир Кличко до поєдинку підійшов, незважаючи на довгу перерву між боями, у відмінній фізичній формі. Він був швидкий на ногах, активний і перші раунди може записати собі в актив, але в п'ятому раунді Ентоні Джошуа включився, пішов вперед і відправив Володимира в нокдаун. А в шостому — вже український боксер відправив у нокдаун англійця. Після цього він почав контролювати хід поєдинку. Однак, у 11 раунді Ентоні Джошуа провів атаку потужним правим аперкотом, після якого Володимир Кличко двічі побував в нокдауні. Британець кинувся добивати і рефері вирішив зупинити бій.
Отже, Ентоні Джошуа захистив свій титул чемпіона за версією IBF, а також виграв вакантні пояси IBO і суперчемпіона WBA.

## Карта боксерського шоу
1. ↑  За титули чемпіона світу у важкій вазі за версією WBA, IBF та IBO
2. ↑  За титул Інтерконтинентальної чемпіонки у легкій вазі за версією WBA

## Трансляція
За словами промоутера Е. Джошуа Едді Херн, цей бій був тільки третім після бою Леннокса Льюїса проти Майка Тайсона і Флойда Мейвезера проти Менні Пак'яо, який транслювався на обох телеканалах HBO і Showtime в США.
| Країна              | Телеканал                 |
| ------------------- | ------------------------- |
| Албанія             | SuperSport                |
| Аргентина           | TyC Sports                |
| Австрія             | RTL                       |
| Австралія           | Main Event                |
| Бельгія             | VOOsport                  |
| Болгарія            | Sport+ HD                 |
| Канада              | HBO Canada                |
| Хорватія            | RTL Televizija            |
| Чехія               | Nova Sport 1              |
| Данія               | Viaplay                   |
| Естонія             | Viasat Sport Baltic       |
| Франція             | SFR Sport                 |
| Німеччина           | RTL                       |
| Угорщина            | Sport1                    |
| Ірландія            | Sky Box Office            |
| Італія              | Sky Sport Plus Fox Sports |
| Японія              | WOWOW Live                |
| Латвія              | Viasat Sport Baltic       |
| Ліхтенштейн         | RTL                       |
| Литва               | Viasat Sport Baltic       |
| Молдова             | Pro TV                    |
| Нідерланди          | RTL 7                     |
| Нова Зеландія       | SKY Arena                 |
| Норвегія            | Viaplay                   |
| Польща              | Polsat Sport              |
| Румунія             | Pro TV Sport.ro           |
| Росія               | Матч ТВ Матч!Боец         |
| Сербія              | RTS                       |
| Сальвадор           | Dajto                     |
| Німеччина           | RTL                       |
| Іспанія             | Taquilla PPV              |
| Швеція              | Viaplay                   |
| Швейцарія           | RTL                       |
| Таджикистан         | Varzish Sport             |
| Туреччина           | TV8                       |
| Україна             | Інтер                     |
| ОАЕ                 | OSN Sports                |
| Велика Британія     | Sky Box Office            |
| США                 | HBO Showtime              |
| Узбекистан          | Uzreport TV               |
| Субсахарська Африка | Kwesé Sports              |

## Після бою
Український боксер Володимир Кличко після програного британцеві Ентоні Джошуа поєдинку під час флеш-інтерв'ю заявив, що бій виграв найсильніший.
«Спасибі велике уболівальникам за підтримку. Вас сьогодні тут 90 тисяч — це круто. Сьогодні переміг кращий. Це було неймовірне видовище. Ентоні був набагато краще сьогодні, ніж я. Сумно, що я не зміг перемогти в цьому бою. Я планував виграти цей поєдинок, але не зміг цього зробити.
Висловлюю свою повагу Джошуа. Я насолоджувався сьогоднішнім вечором. Звичайно, хотілося б, щоб рефері підняв мою руку в кінці бою. Він зміг відбитися і завоювати титули.
Чи цікавий мені реванш? У нас є контракт і відповідно до нього потрібно дивитися. Зараз я зацікавлений в тому, щоб проаналізувати все те, що сьогодні відбулося».
Ентоні Джошуа в свою чергу заявив, що Володимир є для нього ідеалом, як в ринзі, так і поза ним.
Президент України Петро Порошенко підтримав українського боксера Володимира Кличка після поразки у бою з британцем Ентоні Джошуа: «Дуже гідний бій. Ми з тобою, Володимир! Спасибі за боротьбу», — написав П.Порошенко у facebook..

### Можливість реваншу
Реванш між Володимиром Кличком і Ентоні Джошуа можливий і він буде єдиним варіантом повернутися на ринг для українського боксера. Про це заявив Володимир Кличко на прес-конференції 30 квітня 2017 року. Відзначалося, що контракт боксерів передбачає реванш, але поки Кличко не вирішив остаточно. 
3 серпня 2017 року Володимир Кличко оголосив про завершення спортивної кар'єри. В заяві спортсмена на його офіційній вебсторінці повідомляється, що спортсмен відмовляється від матчу-реваншу з Ентоні Джошуа.